# How to Measure a Planet?
How to Measure a Planet? es un álbum doble de la banda neerlandesa de rock The Gathering lanzado oficialmente en 1999 (aunque fue grabado un año antes), y el quinto disco de estudio en su repertorio.
La canción «Liberty Bell» fue lanzado como sencillo en Europa y en Canadá via Brave Words & Bloody Knuckles #12 track 9.

## Lista de canciones

### Disco 1
1. «Frail (You Might as Well Be Me)» – 5:04
2. «Great Ocean Road» – 6:19
3. «Rescue Me» – 6:22
4. «My Electricity» – 3:32
5. «Liberty Bell» – 6:01
6. «Red Is a Slow Colour» – 6:26
7. «The Big Sleep» – 5:01
8. «Marooned» – 5:56
9. «Travel» – 9:06

### Disco 2
1. «South American Ghost Ride» – 4:25
2. «Illuminating» – 5:41
3. «Locked Away» – 3:24
4. «Probably Built in the Fifties» – 7:26
5. «How to Measure a Planet?» – 28:33